# Dež
Dèž je oblika padavin v kapljevinskem stanju, ki nastajajo v oblakih. Kapljice naraščajo zaradi koagulacije in, ko je njihov premer večji od 0,5 mm, prično padati proti zemlji. Ves dež ne doseže zemeljskega površja, nekaj ga pri prostem padanju skozi suhi zrak tudi izhlapi. Dež je glavni vir sladke vode za večino področij sveta, ki zagotavlja ustrezne pogoje za različne tipe ekosistemov, kot tudi vode za hidroelektrarne in namakanje pridelka.
Dež igra vidno vlogo v hidrološkem ciklu, v katerem vlaga iz oceanov izhlapeva, se kondenzira v oblake, pade nazaj na zemljo in se prej ali slej vrne v ocean s tokovi in rekami, s čimer se cikel ponovi.
Navadno ima dež pH rahlo pod 6, zaradi absorpcije ogljikovega dioksida iz ozračja, ki v kapljici disociira in tvori majhne količine ogljikove kisline. V nekaterih puščavskih območjih lahko prah v zraku vsebuje dovolj kalcijevega karbonata, da ublaži naravno kislost padavin: v takih področjih je dež lahko nevtralen ali celo bazičen. Dežju z vrednostjo pH pod 5,6 pravimo kisli dež.
Značilen vonj, ki včasih spremlja dež, je posledica ozona (podoben vonju po gnilih jajcih).

## Nastanek dežja
Če je oblak zelo visoko in če je zrak pod njim dovolj suh, lahko dežne kapljice pri padanju izparijo in tako ne padejo na zemeljsko površino. Temu pojavu pravimo virga. Šele tedaj, ko je zrak toliko nasičen z vodno paro vse do zemeljske površine, da se izparevanje znatno zmanjša, prične padati dež na zemeljsko površino.
Dežne kapljice, padajoče iz oblakov, ki so debeli 700 m, dospejo na zemeljsko površino le, če ti oblaki niso više kot 3000 m. Glede na velikost vodnih kapljic in jakost padavin lahko le-te razdelimo na trajni dež in na občasne plohe ali nevihte.

## Pomembnost dežja
Dež je najbolj pogosta oblika padavin in prispeva k zmanjševanju vodnega ciklusa, ki je za življenje na Zemlji odločilen dejavnik. Dolgoročno dež napaja potoke in reke z vseh gora. Dež čisti prah, cvetni prah in druge delce v zraku. Dež vsebuje raztopljene kisik, dušik, ogljikov dioksid, žveplovo kislino in dušikovo kislino. Dež lahko raztaplja minerale iz kamnin in zemlje, ki služijo kot hranilo za rastline in druge oblike življenja.
Prekomerni dež lahko sčasoma pripelje do spremembe lokalne klime (mikroklime) ter posledično do spremembe živalskih in rastlinskih vrst. Preoblikuje površje, in sicer s spiranjem, obsežnimi erozijami ali zasičenjem tal. Kratkoročno pretirano deževje lahko privede do lokalnih hudournikov in poplav. Na hribovitih pobočjih lahko povzroči plazove.
Pomanjkanje dežja povzroči dolgotrajne suše in s tem spremembe lokalnega podnebja, ki lahko povzročijo tudi spremembe v živalskih in rastlinskih vrst. Ta proces spodbuja širjenje puščav.

## Dežne kaplje
Največje vodne kapljice običajno ne morejo biti težje od 0,2 grama, kar ustreza premeru 7 mm. Največje dežne kaplje na Zemlji so bile leta 2004 zabeležene nad Brazilijo in Marshallovimi otoki - nekatere izmed njih so bile velike do 10 mm, kar je blizu teoretične meje velikosti v laboratorijskih pogojih. Izjemno velikost si razlagamo s kondenzacijo trdnih delcev v zraku zaradi dima ali z zlivanjem kapelj v malih območjih s posebej veliko količino tekoče vode.
Večje kapljice se med padanjem razbijejo v drobnejše. Največja hitrost padanja vodnih kapljic s premerom okrog 5 mm znaša 8 m na sekundo. Kadar so kapljice večje, se pri padanju sploščijo in tedaj se poveča zračni upor. Zaradi tega se lahko večje vodne kapljice obdržijo v lebdečem stanju v zraku. Majhne dežne kaplje, ki se imenujejo oblačne kapljice, imajo skoraj obliko krogle, zelo velike kaplje pa dobijo obliko padala. V povprečju imajo dežne kaplje premer od 1 do 2 mm.
Padajoče dežne kaplje so pogosto upodobljene, kot da bi imele obliko solze, okrogle na dnu in ozke na vrhu, vendar je to napačno - takšno obliko imajo le kapljice vode, ki kapljajo z nekega vira, v trenutku nastanka.
Zvok dežnih kapelj je posledica mehurčkov zraka, ki nihajo pod vodo. Pri padcu kaplje ob tla je zvok odvisen od površine.

## Merjenje količine dežja
Količino dežja merimo z dežemerom (ombrometrom) in izrazimo kot globino vode, ki se zbere na ravni podlagi. Merimo jo lahko na četrtinko mm natančno. Včasih jo izrazimo v litrih na kvadratni meter (1 L/m² = 1 mm). Količine padavin se aktivno ocenjujejo z radarjem in pasivno z vremenskimi sateliti. Globalno povprečna letna količina padavin je 990 mm (39 palcev).

## Vrsta dežja
Glede na vremenske in geografske razmere, obstajajo različne oblike dežja. Vrste dežja lahko razvrstimo glede na trajanje ali jakost.
Nevihta: je lahko šibka ali močna, njene padavine in dežne kapljice so intenzivne. Vključuje možnost vetra in toče.
Močan dež: je tako opredeljen s svojo intenzivnostjo in trajanjem. Močan dež pride v tropskih, subtropskih in zmernih zemljepisnih širinah. Traja lahko nekaj minut ali ur.
Tornado: je zelo močan, močnejši kot monsun. Spremljajo ga močan veter, velike kapljice, dovolj težko deževje za poplave in hude posledice. Dežne kaplje se lahko spremenijo v izjemno debelo točo. Vodne trombe so vrtinci vetra, kot nekakšne "oči" viharja.
Dež: je šibak, zmeren, ki ne dosega intenzivnosti nevihte.
Monsun: zelo močne padavine, več dežja. Pojavlja se v določenem obdobju, vendar le na področjih ekvatorialnega podnebja,skoraj vedno v poletnih mesecih.

## Kultura
Kulturni odnos do dežja se po svetu razlikuje. Na Zahodu ima dež tradicionalno žalostno in negativno konotacijo, za razliko od svetlega in veselega sonca. V sušnih predelih, kot je Indija, dež pričakajo evforično. V slovanski mitologiji je bil bog dežja Perun.
V mnogih kulturah so ljudje razvili številna sredstva za zaščito pred dežjem, kot sta dežnik in dežni plašč, ter naprave za preusmeritev padlega dežja, kot sta odtok in reguliran hudournik. Deževnico lahko zbiramo za pitje ali uporabimo kot vodo za izplakovanje ali namakanje. Mnogi ljudje, še posebej v tropskem podnebju, kjer dež navadno pada v nevihtah z udarci strele, v deževnih dneh raje ostajajo v stavbah.
Mnogim ljudem se zdi vonj dežja posebej prijeten in poseben. Vir tega vonja je dišeče olje, ki ga tvorijo rastline in ga v sušnem obdobju vsrkavajo skale in zemlja. To olje, imenovano petrichor, se med deževjem sprošča v ozračje, kar da značilen vonj.
V zadnjih desetletjih je prišlo do pojava, ki povzroča dež pogosteje takrat, ko je sončnega sevanja manj, torej ponoči.